# Dubd'sco Vol.2
Dubd'sco Vol.2 è un album dub di Bunny Wailer, pubblicato dalla Solomonic Records nel 1981. Il disco fu registrato e remixato all'Harry J's Recording Studio di Kingston, Jamaica.

## Tracce
Lato A
1. Dancing Shoe - Dub – 3:34 (Neville Livingston)
2. Mellow Mood – 3:47 (Bob Marley)
3. Keep on Moving – 3:55 (Curtis Mayfield)
4. Hypocrite – 3:29 (Neville Livingston, Bob Marley, Peter Tosh)
5. Worly Girly – 3:51 (Neville Livingston)

Lato B
1. Burial – 4:59 (Peter Tosh)
2. I Stand Predominate – 3:25 (Neville Livingston)
3. Walk the Proud Land – 3:44 (Neville Livingston, Bob Marley, Peter Tosh)
4. Rule This Land – 3:03 (Neville Livingston, Bob Marley, Peter Tosh)
5. Toughest – 3:22 (Peter Tosh)

## Formazione
- Bunny Wailer - adattamento, ingegnere del remixaggio, arrangiamenti
- David Hamilton - ingegnere del remixaggio